# 扬·埃里克松 (冰球运动员)
扬·埃里克松（瑞典語：Jan Eriksson，1958年1月14日—），瑞典男子冰球运动员，1976年开始职业生涯。他曾代表瑞典国家队参加1980年冬季奥林匹克运动会冰球比赛，获得一枚铜牌。